# Польгуева, Екатерина Юрьевна
Екатерина Юрьевна Польгуева (7 ноября 1971 — 10 марта 2020) — российская журналистка, поэтесса и писательница. Ведущий автор газеты «Советская Россия», заместитель главного редактора. Лауреат Международной детской литературной премии имени В. П. Крапивина за 2014 год.

## Биография
Екатерина Юрьевна Польгуева родилась 7 ноября 1971 года в Москве. Окончила московскую школу № 444 с математическим уклоном. В 1990-х годах работала библиотекарем и учителем математики.
Состояла в Союзе Коммунистической Молодежи Российской Федерации, входила в руководство СКМ РФ, участвовала в общественно-политических акциях. В дальнейшем вступила в КПРФ.
В середине 1990-х годов увлеклась журналистикой, начала публиковаться в различной периодике. С 1999 года — сотрудник редакции газеты СКМ РФ «Молодой патриот».
С 2004 года — репортёр, ведущий колумнист независимой народной газеты «Советская Россия», с 2010 года — заместитель главного редактора. Участвуя в переводах с сербского языка материалов по балканским кризисам конца XX — начала XXI века, подружилась с Бориславом Милошевичем и другими сербскими общественно-политическими деятелями. Освещение балканских событий стало одной из важных тем журналистской деятельности.
За пятнадцать лет подготовила и опубликовала свыше 3000 статей и заметок по различным острым и горячим темам. Была удостоена премии за лучшие материалы «Слово к народу».
В 2014 году стала лауреатом премии имени В. П. Крапивина за лучшую детскую книгу. Повесть
«За секунду до взрыва» получила хорошие оценки критики.
Умерла 10 марта 2020 года в Москве после тяжёлой болезни.

### Семья
- По линии матери Е. Ю. Польгуева — двоюродная праправнучка Фридриха Крейцвальда (Прадед Екатерины - Сергей Константинович Польгуев, стеклодув, уехал в Ригу на работу, и там женился на Анне-Марии Крейцвальд, племяннице Фридриха[3]).
- Екатерина Польгуева - внучатая племянница академика В. В. Егорова[источник не указан 1697 дней].

## Литературное творчество

### Повесть «За секунду до взрыва»
История девочки Марты, оказавшейся внутри войны, внутри межнационального конфликта, у черты разделения на своих и чужих. Личные переживания и общественные манипуляции, политиканские выверты и бессмысленность случайных смертей на улицах рассматриваются со стороны подростков, ищущих самих себя в неустойчивом и страшном мире взрослых, обретающих мудрость и доброту в испытаниях, с которыми не справляется взрослый мир.
Повесть написана откровенно, безжалостно и вместе с тем трогательно, с нежностью и детской верой в чудеса.

 «Пороховая бочка» нынешнего мира породила острую потребность рассказать о том, что происходит постоянно – и чего просто не должно быть на свете: вчерашние друзья и соседи становятся непримиримыми врагами, война– повседневностью, а в кровавые взрослые игры оказываются втянуты дети. Моя повесть – попытка найти лекарство от ненависти: и для себя и, очень надеюсь, для моих читателей. 
— Екатерина Польгуева
В 2014 году книга под псевдонимом Анна Мария Крейцвальд и названием «Марта» участвовала в
конкурсе детской литературы. Псевдоним был выбран в честь прабабушки. Повесть получила Международную детскую литературную премию имени В. П. Крапивина.

Наиболее понравившееся произведение. Актуально. Захватывающий сюжет, интрига. Размышления. Язык чудесный, стихи — выше всяких похвал. Произведение можно рекомендовать для юношества.
— Владислав Крапивин

Эта история сразу зацепила и не отпускала до последней страницы. <…> Хочется много думать и никогда не стрелять.
— Андрей Жвалевский
Издательство «Время» выпустило книгу в бумажной и электронной версиях.
Книга получила преимущественно положительные отклики и была отмечена экспертами в области детской литературы:
- В ноябре 2015 года радио «Культура» представило повесть книгой недели[7]
- В 2015 году повесть вошла в топ-пять книг детской литературы по версии главного редактора издательства «КомпасГид» Виталия Зюсько.[8]
- В 2016 году книга была включена в ежегодный каталог «100 лучших новых книг для детей и подростков», выпускаемый Московской детской библиотекой им. Аркадия Гайдара в сотрудничестве с экспертами издательств «Самокат» и «Гранд-Фаир»[9]

Негативные и скептические оценки книге дали политически ангажированные читатели, приписавшие автору те или иные политические цели. Е. Ю. Польгуева рассказывала, что не хотела аналогий с историческими событиями, однако некоторые читатели прямо сопоставляют действие с военными и межнациональными конфликтами современности.

### Поэзия
Е. Ю. Польгуева начала писать стихи ещё в детстве, поэтическим кумиром считала 
Марину Цветаеву.
Первые законченные и опубликованные стихотворения относятся к 1984 году, когда автору было 12 лет.
Поэтические сборники насчитывают несколько сотен стихотворений разной тематической и
стилистической направленности. Остросюжетные, политические, социальные стихи
чередуются с детскими, пасторальными, пейзажными, философскими.
Сборники и серии стихотворений:
- Из школьных тетрадей (1986-1991)
- Начала и концы (1990-е годы)
- Двухтысячные (2000-2012)
- На бегу (2010-2018)
- На той и этой стороне (2019)

Много тепла, неспешного вглядывания в красоту окружающего мира, затаённой грусти и спокойной мудрости. Всего того, из чего и складывается настоящая поэзия.
— Игорь Иртеньев

Особая отзывчивость к чужой боли и горю, помноженная на талант, способна вызывать к жизни поэзию высокой пробы. И именно такой оказывалась поэзия Екатерины Польгуевой...
— Юлия Покровская
Публикации стихотворений в периодике: журналы «Новая юность», «Диалог».
Отдельными сборниками стихотворения при жизни автора не издавались, но публиковались в сети.
В 2020 году отдельной книгой изданы сборники «На бегу» и «На той и этой стороне».

### Переводы
Е. Ю. Польгуева познакомила русскоязычную аудиторию с поэтами Сербии XIX—XX веков, в частности, с
лирическим наследием Стевана Раичковича, Николы Петрович-Негоша, Стевана Качански, Милорада Петровича, Йована Йовановича-Змая и других.
Переводы вошли в трехтомную «Антологию сербской поэзии», выпуски альманахов «Русско-сербский круг» и «Книгу радости» — сборник сербской поэзии детям и о детях.

## Журналистика
Как ведущий автор «Советской России» Е. Ю. Польгуева занималась изучением международных, межнациональных конфликтов, регулярно писала о трагедиях простых людей и детей, ставших жертвами военных действий.
Второй по значимости темой являлись внутренние политические кризисы и социальные проблемы.
В отдельные острые периоды выходило по несколько больших обзорных и аналитических статей автора в неделю.
Общее число написанных материалов за пятнадцать лет работы оценивается в 3-4 тысячи статей и заметок.
Статьи подписывались как собственным именем:  Екатерина Польгуева, так и псевдонимами: Екатерина Сербина, Екатерина Юрьева, Павел Свиридов.
«Балканская болезнь».
С середины 1990-х годов Е. Ю. Польгуева изучала международные и этнические кризисы в странах бывшей Югославии, неоднократно посещала Сербию, Боснию, Черногорию, участвовала в конференциях по вопросам урегулирования спорных вопросов и развития региона.
Входила в группы поддержки Слободана Милошевича, Ратко Младича, Радована Караджича и других сербских политических деятелей.
Белоруссия.
Е. Ю. Польгуева неоднократно участвовала в пресс-турах по Белоруссии, публиковала обзоры по социально-экономическим и культурным проблемам белорусской провинции.

В 2008 году участвовала в пресс-конференции с А. Г. Лукашенко.
Резонансные интервью:
- Жорес Алфёров[22],
- Владимир Бортко[23],
- Андрей Кураев[24].